# Cavtatski otoci
Cavtatski otoci – archipelag w Chorwacji, położony na Morzu Adriatyckim na zachód od Cavtatu.

## Opis
Składa się z bezludnych wysp Bobara, Mrkan i Supetar oraz wysepek Donji kamen, Hljeb, Mrkanac, Ražnjić i Trava. Są one zbudowane z wapienia. Wyspy pokryte są garigiem i makią. W 1975 roku zostały objęte ochroną ornitologiczną.
Cavtatski otoci wraz Cavtatem od XIV wieku były miejscem izolacji i kwarantanny podróżnych przed wjazdem do Dubrownika, jeżeli przybyli oni z obszarów objętych epidemiami.